# Пања
Пања (слч. Paňa) насељено је мјесто са административним статусом сеоске општине (слч. obec) у округу Њитра, у Њитранском крају, Словачка Република.

## Становништво
| Година:    | 1994. | 2004. | 2014.    | 2024.    |
| ---------- | ----- | ----- | -------- | -------- |
| Број људи: | 317   | 317   | 370      | 421      |
| Разлика:   |       | +0 %  | +16,71 % | +13,78 % |

| Година:    | 2023. | 2024.   |
| ---------- | ----- | ------- |
| Број људи: | 411   | 421     |
| Разлика:   |       | +2,43 % |

Према подацима о броју становника из 2011. године насеље је имало 352 становника.